# Paweł Wojtunik
Paweł Wojtunik (ur. 26 czerwca 1972 w Białobrzegach) – polski policjant w stopniu młodszego inspektora. W latach 2009–2015 szef Centralnego Biura Antykorupcyjnego (CBA).

## Życiorys
Ukończył studia na Wydziale Prawa Uniwersytetu w Białymstoku. W 1992 rozpoczął pracę w Policji, cztery lata później został funkcjonariuszem pionu zwalczania przestępczości zorganizowanej Komendy Głównej Policji. Od czasu powstania Centralnego Biura Śledczego związany z tą jednostką, pełniąc w niej różne funkcje kierownicze. Kierował operacją prowadzoną przez funkcjonariuszy CBŚ przy aferze starachowickiej. W 2007 przebywał w Wielkiej Brytanii, odbywał służbę w Scotland Yardzie.
W grudniu 2007 został szefem Centralnego Biura Śledczego. W październiku 2009, po zdymisjonowaniu ówczesnego szefa Centralnego Biura Antykorupcyjnego Mariusza Kamińskiego, najpierw pełnił obowiązki szefa CBA, a 30 grudnia 2009 premier Donald Tusk powołał go na stanowisko szefa tej instytucji. Ponownie powołany na to stanowisko 31 grudnia 2013.
W maju 2015 Cezary Gmyz z tygodnika „Do Rzeczy” ujawnił nagranie rozmowy minister Elżbiety Bieńkowskiej z Pawłem Wojtunikiem, mającej mieć miejsce w czerwcu 2014 w restauracji „Sowa & Przyjaciele” i być częścią afery podsłuchowej.
24 listopada 2015 Paweł Wojtunik złożył rezygnację z funkcji szefa CBA, dymisja została przyjęta 1 grudnia. W 2016 z ramienia Unii Europejskiej został doradcą premiera Mołdawii. W 2019 był kandydatem Platformy Obywatelskiej do Parlamentu Europejskiego z listy Koalicji Europejskiej.
W 2025 powołany na wiceprezesa Kredobanku, działającego na Ukrainie banku należącego do grupy kapitałowej PKO BP.

## Odznaczenia
- Brązowy Krzyż Zasługi – 2004[11]
- Srebrna Odznaka „Zasłużony Policjant” – 2009
- Brązowa Odznaka „Zasłużony Policjant” – 2003
- Złoty Medal za Zasługi dla Policji – 2012[12]
- Złota Odznaka „Zasłużony dla Służby Celnej” – 2012[13]
- Złoty Medal za Zasługi dla Straży Granicznej – 2012[14]